# 黄晳暎
黄 晳暎（ファン・ソギョン、Hwang Sok-yong、황석영、1943年1月4日 - ）は、韓国の小説家。本名は黄壽暎（황수영、ファン・スヨン）。
いわゆる「ハングル世代」に属する作家の一人であり、21世紀に入ってからは欧米でも高い評価を受け著作の翻訳が進んでいる。2019年現在、世界28か国で87作品が翻訳されており、ノーベル文学賞候補として有力視される韓国作家の一人である。

## 略歴
1943年、当時の満州国の首都新京（現長春市）に生まれる。本貫は現在の北朝鮮に位置する黄海道信川。満州国の消滅に伴い1945年に家族と共に母方の実家である平壌に移るが、1947年にはソウル外縁の永登浦に定住。1950年に勃発した朝鮮戦争でまた引っ越しを余儀なくされるが、その後景福中学・高校に通い、1962年に高校を中退する。同年、雑誌『思想界』新人文学賞に『입석부근（立石附近)』が入選し、文壇に現れることとなった。
1964年、崇実大学校在学中に日韓会談反対デモに参加して逮捕されたことで、ソウルを離れて各地で寺男や日雇労働など転々とし、1966年に韓国海兵隊に入隊。直後のベトナム戦争に従軍。除隊後に従軍体験を元にした短編小説『탑（塔)』と戯曲『환영의 돛（歓迎の帆)』を発表し、1970年朝鮮日報新春文芸賞を受賞したことで、作家活動を再開する。同年、東国大学校インド哲学科を中退したが、2000年に同校から名誉卒業とされた。
1971年『객지（客地)」（邦訳：1986年、岩波書店）で高い評価を得ると、1974年-1984年にかけて長編大河小説『장길산（張吉山)』を手がけ、1983年-1987年『무기의 그늘（武器の影)』（邦訳：1989年、岩波書店）などでリアリズムを追求した作品を発表し続けた。2000年には『오래된 정원（懐かしの庭）』を発表（邦訳：2002年、岩波書店）し、2007年にはイム・サンス監督により映画化もされた。同じ2007年には移民、難民の視点から現代世界の哀切を描いた『바리데기（パリデギ）』を発表（邦訳：2008年、岩波書店）し、韓国国内でベストセラーとなる。
民主化運動にも携わり、1989年に朝鮮文学芸術総同盟の招きで朝鮮民主主義人民共和国を訪問。反共法違反に問われ帰国することができず、統一ドイツ・ベルリンに亡命した。亡命中に、訪北記を月刊誌の『新東亜』と文芸誌『創作と批評』に掲載。その後アメリカ合衆国ニューヨークに滞在したが、1993年に韓国へ帰国。即座に逮捕され、懲役7年の有罪判決を受ける。1998年3月に釈放されたものの、その後は従来の民主化運動や進歩派と距離を置き、盧武鉉政権や民主労働党を批判する一方で李明博政権を「中道実用政権」と評価した。その後、李明博政権の南北政策に失望したとして支持を撤回し、2012年の大統領選挙では文在寅と安哲秀の一本化の過程に関与した。2016年には朴槿恵韓国大統領弾劾訴追運動に参加した。

## 年譜
- 1962年11月、『입석부근(立石附近)』が月刊誌『思想界』の新人文学賞に当選。
- 1970年、朝鮮日報新春文芸『탑(塔)』当選。
- 1971年、季刊誌『創作と批評』に『客地』発表。
- 1989年、第4回萬海文学賞受賞。
- 2000年、第14回丹齋賞受賞。
- 2000年、第12回 怡山文学賞授賞受賞。
- 2001年、第9回大山文学賞受賞。
- 2004年、萬海大賞受賞。
- 2004年、韓国文化芸術振興院『今年の芸術賞』受賞。
- 2008年、第3回Mark of respect賞受賞。
- 2018年、第2回エミール・ギメ・アジア文学賞受賞。

## 邦訳作品
- 「駱駝の目玉」安宇植訳、『韓国現代短編小説』、新潮社、1985、ISBN 4105182013
- 『光州5月民衆抗争の記録 - 死を越えて、時代の暗闇を越えて』全南社会運動協議会、黄晳暎編、光州義挙追慕会訳、日本カトリック正義と平和協議会、1985、ISBN 4789602206 / ISBN 978-4789602204
- 『全記録光州蜂起 ―80年5月虐殺と民衆抗争の十日間 』黄晳暎記録、全南社会運動協議会編、光州事件調査委員会訳、柘植書房新社、1985、ISBN 4806802581 / ISBN 978-4806802587
- 『客地 ほか五篇』高崎宗司訳、岩波書店、1986、ISBN 4000020005 / ISBN 978-4000020008
- 「歌客」三枝壽勝訳、『韓国短篇小説選』、岩波書店、1988
- 『武器の影<上、下>』高崎宗司、林裔、佐藤久訳、岩波書店、1989、<上> ISBN 4000020080 / ISBN 978-4000020084　<下>　ISBN 4000020099 / ISBN 978-4000020091
- 『張吉山』全3巻、鄭敬謨訳、シアレヒム社、1995
- 『懐かしの庭』青柳優子訳、岩波書店、2002、<上> ISBN 4000015567 / ISBN 978-4000015561 <下>　ISBN 4000015575 / ISBN 978-4000015578
- 『客人』鄭敬謨訳、岩波書店、2004、ISBN 400023708X / ISBN 978-4000237086
- 『パリデギ― 脱北少女の物語』青柳優子訳、岩波書店、2008、ISBN 4000244442 / ISBN 978-4000244442
- 『モレ村の子どもたち』波多野淑子訳、新幹社、2019、ISBN 4884001249 / ISBN 978-4884001247
- 『黄晳暎自伝 囚人I―境界を越えて』、舘野晳、中野宣子訳、明石書店、2020、ISBN 978-4-7503-5067-7
- 『黄晳暎自伝 囚人II―火焔のなかへ』、舘野晳、中野宣子訳、明石書店、2020、ISBN 978-4-7503-5068-4
- 『たそがれ』姜信子、趙倫子訳、クオン、新しい韓国の文学、2021、ISBN 978-4-910214-22-1
- 『張吉山』全10巻 鄭敬謨訳、ソウル書林、2021

## 代表作品
- 1970年、탑(塔)
- 1971 객지(客地), 줄자(巻尺)
- 1972 아우를 위하여(弟のために), 한씨연대기(韓氏年代記), 적수(敵手), 낙타눈깔(ラクダの目)
- 1973 삼포가는 길(森浦に行く道), 노을의 빛(夕焼けの光り), 돼지의 꿈(豚の夢)
- 1974 장사의 꿈(力士の夢)
- 1975 북망, 멀고도 고적한 곳(北虻、遠くて寂しいところ）, 산국(山菊)
- 1977 난장(乱場)
- 1978 가객(歌客)
- 1979 장산곶매
- 1984 장길산(張吉山)
- 2000 오래된 정원(懐かしの庭)
- 2001 손님(客人)
- 2001 모랫말 아이들(モレ村の子どもたち)
- 2003 심청 : 연꽃의 길(沈清)
- 2007 바리데기(パリデギ)
- 2008 개밥바라기별}(宵の明星)
- 2010 강남몽(江南夢)
- 2011 낯익은 세상(見慣れた世界)
- 2015 해질 무렵(たそがれ)
- 2020 철도원 삼대(鉄道員三代)